# Centaurea cheirolopha
Centaurea cheirolopha là một loài thực vật có hoa trong họ Cúc. Loài này được (Fenzl) Wagenitz mô tả khoa học đầu tiên năm 1960.